# Periodo refractario psicológico

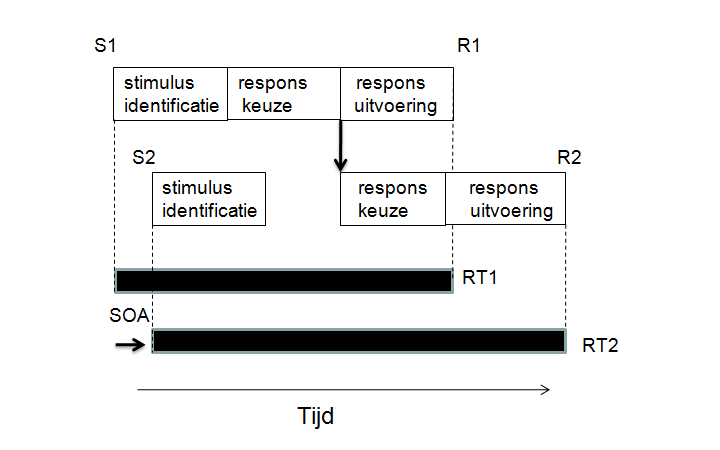
Período refractario psicológico.

El periodo refractario psicológico (PRP) es un fenómeno psicológico que consiste en el aumento del tiempo de reacción (TR) ante un estímulo cuando ha sido precedido por otro, mediando entre ambos un intervalo corto de tiempo.

## Explicación
La estimulación de una neurona va seguida por una fase refractaria durante la cual la neurona es menos sensible a una nueva estimulación. Esto hace que cuando a un sujeto se le solicita que responda ante determinados estímulos sucesivos, a medida que se acortan los intervalos temporales entre estímulos se observa que el tiempo de reacción aumenta, es decir, que el sujeto responde de un modo más lento ante el estímulo siguiente.

## Periodo refractario y paradigma de la doble tarea
De ordinario, cuando a una persona se le pide desempeñar dos tareas de forma simultánea, las respuestas a una de ellas o a ambas son generalmente más lentas que cuando esas tareas se ejecutan de modo aislado.
Con el fin de identificar la causa de este hecho, los investigadores desarrollaron el paradigma de doble tarea. Este consiste en una condición experimental en la que se le solicita al sujeto qué realice dos tareas a la vez, siendo generalmente los estímulos pertenecientes a modalidades sensoriales distintas. Las respuestas qué se deben emitir también lo harán con distintos sistemas efectores. Por ejemplo, la primera tarea estará integrada por estímulos auditivos a los que la persona debe responder con el habla, y la segunda tarea integrará estímulos visuales y la persona debe responder con un método motor, como es pulsar un botón.
Los resultados de este experimento muestran de modo consistente que el TR ante el estímulo de la segunda tarea es mucho más elevado en condición dual que si se realiza de modo aislado. Podemos hablar por tanto de un costo de respuesta.
Los investigadores encuentran la causa de este fenómeno en el periodo refractario psicológico.